# Attilio Valentini
Attilio Valentini (Porto Recanati, 5 luglio 1859 – Buenos Aires, 5 ottobre 1892) è stato un giornalista e editorialista italiano.

## Biografia
Nacque a Porto Recanati, fece gli studi primari fra Recanati e Macerata e si laureò in Legge a Macerata nel 1883.
Successivamente fu editorialista dell'Italia di Milano, per il quale fu reporter durante l'epidemia di colera che scoppiò a La Spezia; quindi collaborò al Messaggero di Roma.
Acceso progressista, sostenne sempre le rivendicazioni operaie e l'emancipazione femminile, fin dalle pagine de La Provincia di Mantova, di cui fu direttore dal 1887. 

Ingegno di stampo anticlericale e seguace, nonché corrispondente, di Filippo Turati, nel 1888 diede vita a Cremona al Democratico e nel 1889 diresse  l'Epoca di Genova.  

Guardando con passione alle ingiustizie sociali e alle lotte del popolo, pure riusciva a conciliare queste idee di "sinistra" con considerazioni sociali moderate, riconoscendo infatti nella figura degli imprenditori un ruolo trainante per la società.

Dopo soli quattro mesi passati alla direzione del giornale genovese, amareggiato dal governo Crispi e dalla sua politica ambivalente, emigrò in Argentina, dove diresse La Patria degli italiani, chiamato a sostituire il fondatore Basilio Cittadini. Morì nella capitale argentina, a soli 33 anni, a causa delle ferite riportate durante un duello per difendere l'onore di un tenente italiano. 